# 封号
封号是帝王、君主加封、赐予的称号。在中国，封号最迟自周朝开始，直至清王朝伴随整个中国封建社会的始终；在欧洲，封号自封建时代开始到现在的君主立宪国家一直存在；“封号”与“分封”一样，很大一部分体现在“爵位”的赐封。

## 中国封号的历史
汉语“封号”与“封建”一词密切相关。“封”最初含义不是后来组成固定词汇“封建”（其原意即“帝王以土地、人民、爵位、名号赐人”之意）， “封”字开始与“丰”同字，在甲骨文和金文中状如“植树于土堆”之形，而植树在此是为了划界，“封”即表示“起土界”、“疆界”或者说“田界”的意思。许慎《说文·土部》所训：“封，爵诸侯之土也”只是引申义，而非本义；《说文》说“封”字“从之，从土，从寸，守其制度也。公侯百里，伯七十里，子男五十里。”则受战国之后人民追述的影响。
据出土的商朝甲骨文考证，中原地区至少自武丁即已存在许多封国。武丁加封有功的武将，封地被称为“侯×”，如封在“雀”地的被称为“侯雀”；封出去的儿子则被称为“子×”，如封于“郑”地的称为“子郑”，封于“宋”地的被称为“子宋”，那时还有分封出去的夫人，也都相应地依所封地叫“妇庞”、“妇邢”等；对一些承认商朝的宗主权的邻国，武丁也依其原有的国名给一个封号，如：周国受封为“周侯”，还有“井伯”、“虎侯”等。“侯”、“伯”是他所颁的爵位，“妇”、“子”本属其家庭关系，也就当作了爵位。史学家认为中国商朝后期已经有了很完备的封建制和随之产生的“封号”制度。

## 對逝去者的封號
歷代君主都會對歷史重要人物贈封號。

### 儒家聖人
孔子稱「大成至聖文宣先師」、孟子稱「鄒國亞聖公」。

### 儒教神祇
儒教神祇如關聖帝君和媽祖等都有各朝天子封贈的封號。